# Zopherus chiliensis
Zopherus chiliensis là một loài bọ cánh cứng trong họ Zopheridae. Loài này được Gray in Griff miêu tả khoa học năm 1832.